# Lampides kankena
Lampides kankena är en fjärilsart som beskrevs av Felder 1862. Lampides kankena ingår i släktet Lampides och familjen juvelvingar. Inga underarter finns listade i Catalogue of Life.